# Koichi Wakata
Koichi Wakata (若田 光一 Wakata Koichi?, nacido el 1 de agosto 1963) es un ingeniero japonés  y astronauta de la JAXA. Wakata es un veterano de tres misiones en el transbordador espacial de la NASA y una Soyuz en una estancia de larga duración en la Estación Espacial Internacional. Durante casi dos décadas de carrera en los vuelos espaciales ha registrado casi un año en el espacio, siendo el ciudadano japonés con más tiempo y más misiones a fecha del año 2023. Wakata estuvo asignado a la misión Soyuz TMA-11M (Expedición 38/39) de larga duración de vuelo espacial en 2013-2014. Fue el primer comandante japonés de la Estación Espacial durante la Expedición 39. Actualmente se encuentra en la ISS en la Expedición 68, que llegó en la SpaceX Crew-5 en su quinta misión.

## Carrera
Wakata nació en Ōmiya (Saitama), Japón, obtuvo una licenciatura Bachiller en Ciencias de ingeniería Aeronáutica en 1987, una Maestría en ciencia en Mecánica aplicada en 1989, y un Doctorado de Ingeniería Aeroespacial en 2004 en la Universidad de Kyushu. Trabajó como ingeniero estructural para Japan Airlines.

## Carrera JAXA
Wakata fue seleccionado por la NASDA (ahora JAXA) como candidato a astronauta en 1992, y se formó en el Centro Espacial Johnson de la NASA. Wakata ha celebrado una serie de tareas, y durante la misión STS-85, Wakata actuado como Subdirector de Operaciones de carga útil para la demostración Manipulador de vuelo de la NASDA, un experimento de brazo robótico para el Módulo Experimental Japonés de la Estación Espacial Internacional (ISS). En diciembre de 2000, se convirtió en instructor de astronautas de robótica de la NASA. En julio de 2006, se desempeñó como comandante de la 10.ª misión (NEEMO) de la NASA, en una expedición submarina de siete días en el laboratorio Aquarius de la Administración Nacional Oceánica y Atmosférica que se encuentra en la costa de Florida En agosto de 2006, comenzó la formación de ingeniero de vuelo para la nave espacial Rusa Soyuz, en preparación para una estancia de larga duración en la ISS.

## Experiencia en vuelos espaciales
Wakata primero voló a bordo de la misión STS-72 en 1996, y luego regresó al espacio en la misión STS-92 en el año 2000. En 2009 Wakata viajó en la misión STS-119 y permaneció en la Estación Espacial Internacional (ISS) durante 138 días y regresó a la Tierra a bordo del Endeavour con la tripulación de la misión STS-127 el 31 de julio de 2009. El 7 de noviembre de 2013 Wataka regresó a la Estación Espacial Internacional para una misión de 6 meses a bordo de la Soyuz TMA-11M. En 2022 realizó su quinta misión espacial, a bordo de la SpaceX Crew-5, a la ISS como parte de la Expedición 68.

### STS-72
En la STS-72, Wakata se convirtió en el primer especialista de misión de recuperación de equipo japonés. La misión STS-72 recuperó la Unidad de volante espacial (lanzado desde Japón diez meses antes), desplegados y recuperados el OAST-Flyer, y las técnicas evaluadas para ser utilizados en el montaje de la Estación Espacial Internacional.
Durante la misión STS-72, Wakata y su compañero astronauta Dan Barry se convirtieron en los primeros en jugar el juego Go en el espacio. Wakata y Barry utilizan una técnica especial Go, que fue nombrado Go espacio, diseñado por Wai-Cheung Willson Chow.

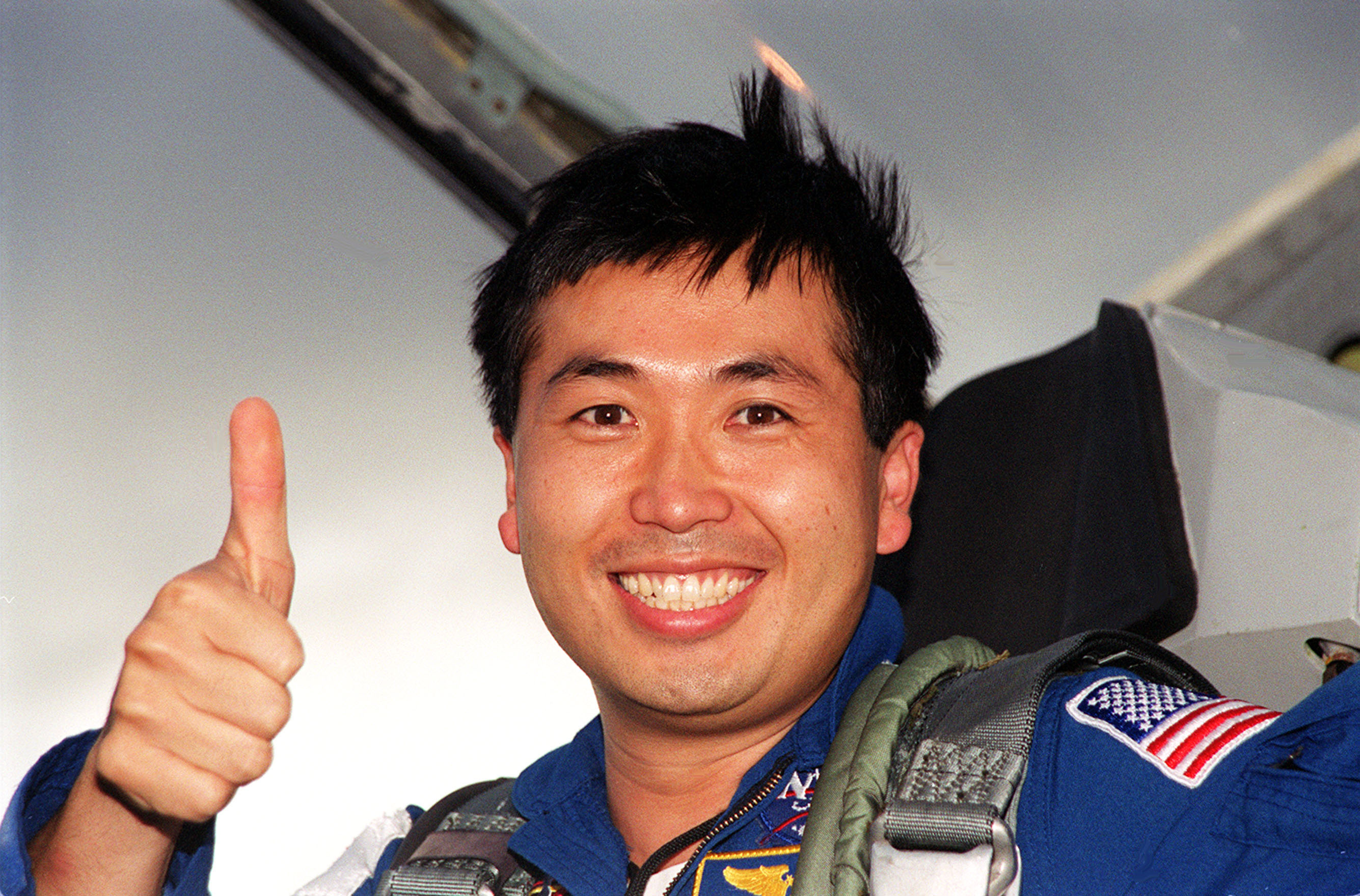
Wakata giving a thumbs-up as he arrives at Kennedy Space Center for the launch of the STS-92 mission.

### STS-92
En el año 2000 Wakata se convirtió en el primer astronauta japonés que viajó y participó en el ensamblaje de la Estación Espacial Internacional durante la STS-92. La tripulación llevó e instaló la primera Estructura de armazón integrada , Z1 y el Adaptador de acoplamiento presurizado (PMA3) a la estación usando el brazo robótico del Discovery. La misión STS-92 preparó la estación para su primera tripulación residente.

### Expedición 18/19/20
En febrero de 2007, Wakata fue asignado como ingeniero de vuelo a la ISS, de la Expedición 18, que comenzó en octubre de 2008

#### STS-119
Wakata se desempeñó como ingeniero de vuelo en la misión STS-119, que fue lanzada a la ISS en marzo de 2009. La misión STS-119 entregó el segmento S6 Truss a la ISS. Wakata permaneció a bordo de la ISS para servir como ingeniero de vuelo en las Expediciones 18/19/20, mientras que la misión STS-119 se desacopló y regresó a la Tierra sin él. 

#### Estancia en la ISS
Wakata llegó hacia el final de la Expedición 18 con la tripulación del STS-119 y fue el primer tripulante de la estación miembro de la Agencia de Exploración Aeroespacial Japonesa (JAXA) y el primer astronauta japonés en participar en una misión de larga duración en la estación. Se desempeñó como ingeniero de vuelo 2, antes de regresar a casa como especialista de misión en la misión STS-127 el 29 de julio de 2009. 
Wakata fue la primera persona en participar en cinco tripulaciones diferentes sin regresar a la Tierra: STS-119, Expedición 18, Expedición 19, Expedición 20 y STS-127.
Durante su tiempo en la estación, él participó en los experimentos sugeridos por el público, incluyendo el vuelo de una "alfombra mágica", doblar la ropa y empuje. Así como un experimento en la estación, que llevaba los mismos calzoncillos especiales durante un mes sin lavarlos.

#### STS-127
Wakata regresó a la Tierra en julio de 2009 a bordo del Endeavour con la tripulación STS-127. Astronautas estadounidenses y canadienses a bordo de la misión STS-127 entregaron e instalaron los dos últimos componentes del módulo experimental japonés (Kibo): la instalación expuesta (JEM-EF), y la sección expuesta (JEM-ES).

### Expedición 38/39
En noviembre de 2013 Wakata realizó su cuarta misión espacial, esta a bordo de una nave Soyuz, la Soyuz TMA-11M, con un total de 187 días 21 horas y 43 minutos, consiguiendo el primer récord de permanencia de seguida de un japonés que mantuvo hasta el año 2021 que fue superado por su compañero de la JAXA, Akihiko Hoshide en la SpaceX Crew-2. En diciembre de 2013 sufrieron el fallo de uno de los circuitos externos de refrigeración de la ISS y también Wakata llevó a cabo la primera sesión de «conversación» con el pequeño robot Kirobo. Fue el primer comandante japonés de la ISS durante los últimos dos meses de la misión durante la Expedición 39. Durante su misión la tripulación de la Soyuz TMA-11M supervisó los acoplamientos de varias naves de carga Progress y Dragon CRS, así como la primera nave Cygnus CRS-1. Finalmente regresaron el 14 de mayo de 2014. 

### Expedición 68
Inicialmente Wakata fue asignado a la misión Boeing Starliner-1, pero debido a los retrasos en los lanzamientos en la nave de prueba Boe-OFT-2, fue reasignado a la nave SpaceX Crew-5, siendo anunciado como tercer pasajero en octubre de 2021. La misión estaba planeada para lanzarse en agosto del 2022 y después se planificó para el 29 de septiembre de 2022 con el relevo de la Expedición 67. Posteriormente, el lanzamiento fue atrasado al día 3 de octubre para evitar coincidir con el regreso de la Soyuz MS-21, el día 29 de septiembre. A pocos días del lanzamiento, debido al paso del huracán Ian, se retrasó nuevamente el lanzamiento, que se realizó finalmente el día 5 de octubre de 2022.
Actualmente se encuentra en la estación espacial como miembro de la Expedición 68, en la que esta realizando su quinta misión espacial. 
El día 20 de enero de 2023 realizó su primera caminata espacial junto a la astronauta de la NASA, Nicole Aunapu Mann, durante 7 horas y 21 minutos , en la que colocaron el kit de instalación del panel IROSA 1A, que llegará en la futura misión de cargamento SpX-27 en febrero de 2023 con los dos últimos paneles a instalar en la Estación para aumentar las capacidades energéticas de la Estación.

## Información personal
Wakata está casado con la ex Stefanie von Sachsen-Altenburg de Bonn, Alemania, y tiene un hijo de 11 años de edad. Él es un multi-motor e instrumento calificado piloto, y ha registrado más de 2.100 horas en una variedad de aviones.